# Zones importantes pour les plantes en Tunisie
Les zones importantes pour les plantes en Tunisie (IPA en français) renvoient à un inventaire scientifique dressé en application d'un programme international de Plantlife visant à recenser les zones les plus favorables pour la conservation des plantes sauvages.
Ces zones en Tunisie sont au nombre de treize en 2015.

## Liste
| Code  | Image                                   | Réserve                                 | Année de création | Superficie (ha) | Gouvernorat |
| ----- | --------------------------------------- | --------------------------------------- | ----------------- | --------------- | ----------- |
| TN001 |                                         | Garaet Sejnane                          | 1993              | 10              | Bizerte     |
| TN002 | Lac Majen Chitane/Tourbière Dar El Orbi | Lac Majen Chitane/Tourbière Dar El Orbi | 1993              | 307             | Kasserine   |
| TN003 |                                         | Oued Ziatine                            |                   |                 | Bizerte     |
| TN004 |                                         | Aïn Zana                                | 1993              | 47              | Jendouba    |
| TN005 |                                         | Sidi Ali El Mekki                       |                   |                 | Bizerte     |
| TN006 |                                         | Kroumirie                               | 1993              | 15              | Jendouba    |
| TN007 |                                         | Majen Choucha                           |                   | 0,6             | Bizerte     |
| TN008 | Archipel de La Galite                   | Archipel de La Galite                   | 1980              | 450             | Bizerte     |
| TN009 | Parc national de Zembra et Zembretta    | Parc national de Zembra et Zembretta    | 1977              | 5 095           | Nabeul      |
| TN010 |                                         | Toujane                                 |                   |                 | Gabès       |
| TN011 | Djebel Ghorra                           | Jbel Ghorra                             | 2010              | 2 539           | Jendouba    |
| TN012 | Parc national de l'Ichkeul              | Parc national de l'Ichkeul              | 1980              | 12 600          | Bizerte     |
| TN013 | Jebel Zaghouan                          | Jebel Zaghouan                          | 2010              | 2 040           | Zaghouan    |